# Lucas Nilsson
Lucas Nilsson (* 16. Juli 1973 in Nyköping) ist ein ehemaliger schwedischer Fußballspieler. Der Stürmer stieg im Laufe seiner Karriere viermal in die Allsvenskan auf und dreimal in die zweite schwedische Liga ab.

## Werdegang

### Zwischen erster und zweiter Liga
Nilsson begann mit dem Fußballspielen bei der Björnlunda IF und wechselte schließlich von dieser zum Gnesta FFA, bei dem er von 1992 bis 1995 im Herrenteam tätig war. Zur Spielzeit 1996 schloss er sich der Djurgårdens IF mit Spielbetrieb in der Allsvenskan an. In dieser Spielzeit verpasste er mit dem Klub als Tabellenvorletzter den Klassenerhalt. Er blieb dem Klub in der zweiten Liga treu und verhalf ihm als einer der besten Torschützen neben Fredrik Dahlström und Daniel Nannskog 1998 zur Rückkehr ins Oberhaus.
In der Spielzeit 1999 erwies sich das Spielniveau der ersten Liga jedoch zu hoch für die Mannschaft aus Stockholm. Bezeichnenderweise wurde Nilsson mit lediglich vier Saisontoren zweitbester interner Torschütze hinter Sharbel Touma, dem acht Tore gelangen. Nach 19 Spielen in der Zweitligaspielzeit 2000, in denen er mit sechs Toren zum direkten Wiederaufstieg beitrug, entschied er sich zum Vereinswechsel und schloss sich dem Ligarivalen Kalmar FF an.
Bei dem Klub aus Småland bildete Nilsson zusammen mit dem neu verpflichteten Fredrik Gärdeman das Sturmduo. Während diesem 14 Saisontore gelangen, trug Nilsson mit neun Treffern zum Aufstieg des Klubs in die Allsvenskan bei. In der Spielzeit 2002 konnte er jedoch nur anfangs mitwirken, ehe er wegen einer Knieverletzung Im Spiel gegen AIK Mitte Mai die restliche Spielzeit ausfiel. Nachdem er somit dem Klub im letztlich vergeblichen Kampf gegen den Abstieg nicht helfen konnte, stieg er zum dritten Mal in seiner Laufbahn in die Zweitklassigkeit ab. In den folgenden Jahren, in denen der direkte Wiederaufstieg gelang, kam er aufgrund seiner Knieverletzung nur sporadisch zum Einsatz.

### Karriereausklang im Amateurbereich
2005 wechselte Nilsson in den Amateurbereich zu IF Sylvia. Für den Klub aus Norrköping lief Nilsson in der drittklassigen Division 2 Västra Svealand auf.  Mit der Mannschaft gelang in seinem ersten Jahr die Qualifikation zur neuen zweigleisigen dritten Liga. Nach zwei Spielen war für ihn die folgende Saison nahezu beendet, als er wieder Probleme mit dem Knie bekam und sich operieren lassen musste. Kurz vor Saisonende feierte er seine Rückkehr auf den Fußballplatz und erreichte mit dem Klub den Staffelsieg im Süden, der den Aufstieg in die Superettan bedeutete.
Dennoch verließ Nilsson den Klub und wechselte zu Lindsdals IF in die viertklassige Division 2 Mellersta Götaland. Mit dem Klub belegte er nur einen Relegationsplatz, konnte dort jedoch den Klassenerhalt bewerkstelligen. Nach einem weiteren Jahr im Amateurbereich beendete er Ende 2008 seine aktive Laufbahn.

## Erfolge
- Aufstieg in die Allsvenskan: 1998, 2000, 2001, 2003
- Aufstieg in die Superettan: 2006